# Groupe Flag
Groupe Flag ist eine französische Fernsehserie in 24 Episoden von 52 Minuten, die von Michel Alexandre kreiert wurde. Sie lief vom 15. Februar 2002 bis zum 26. August 2008 auf dem französischen Sender France 2. Die Serie lief auch ab 2007 auf dem Sender TV5 mit deutschen Untertiteln.

## Inhalt
Die Serie zeigt ein Team von Polizisten, die damit beauftragt sind, Kriminelle auf frischer Tat zu fassen.

## Besetzung
- Sophie de La Rochefoucauld: Claire Lagache
- Patrick Fierry: Bernard Moreau
- Philippe Magnan: Jean Marc Keyser
- Arnaud Binard: Rémi Castan
- Philippe Frécon: Michel
- Jérôme Marc: Arnaud Gaubertois
- Stéphane Algoud: Alain
- Brigitte Froment: Janique
- Olivia Brunaux: Marjorie
- Smaïl Mekki: Samir
- Henri de Lorme: Stéphane Cornavaille
- Alberto Gimignani: Mattéo

Gaststars (Auswahl):
- Serge Bento (Guidot, Dans les règles de l'art, 2005)
- Lizzie Brocheré (Jeanne, Haute protection, 2008)
- Claude Jade (Emma Nazarov, Vrai ou faux, 2005)

## Episoden

### Staffel 1 (2002–2003)
1. Premier flag
2. Chèques en noir
3. Voler n'est pas jouer
4. La Voiture-bélier
5. Les Roulottiers
6. Mac macadam

### Staffel 2 (2003–2004)
1. Réaction en chaîne (7)
2. Les Marchands de sommeil (8)
3. Vidéo surveillance (9)
4. Abus de confiance (10)
5. Sous influence (11)
6. Mauvais genre (12)

### Staffel 3 (2004–2005)
1. Un jeu d'enfant (13)
2. Domino (14)
3. Dans les règles de l'art (15)
4. Vrai ou faux (16)
5. L'Âge de tous les dangers (17)
6. Pas de fumée sans feu (18)

### Staffel 4 (2008)
1. Garde à vue (19)
2. Hautes protections (20)
3. Promenades de santé (21)
4. À l'aube d'un braquage (22)
5. Hyper trafic (23)
6. Accusé de réception (24)